# Erechthias rufimacula
Erechthias rufimacula är en fjärilsart som beskrevs av Edward Meyrick 1934. Erechthias rufimacula ingår i släktet Erechthias och familjen äkta malar. Inga underarter finns listade i Catalogue of Life.